# 243号电报

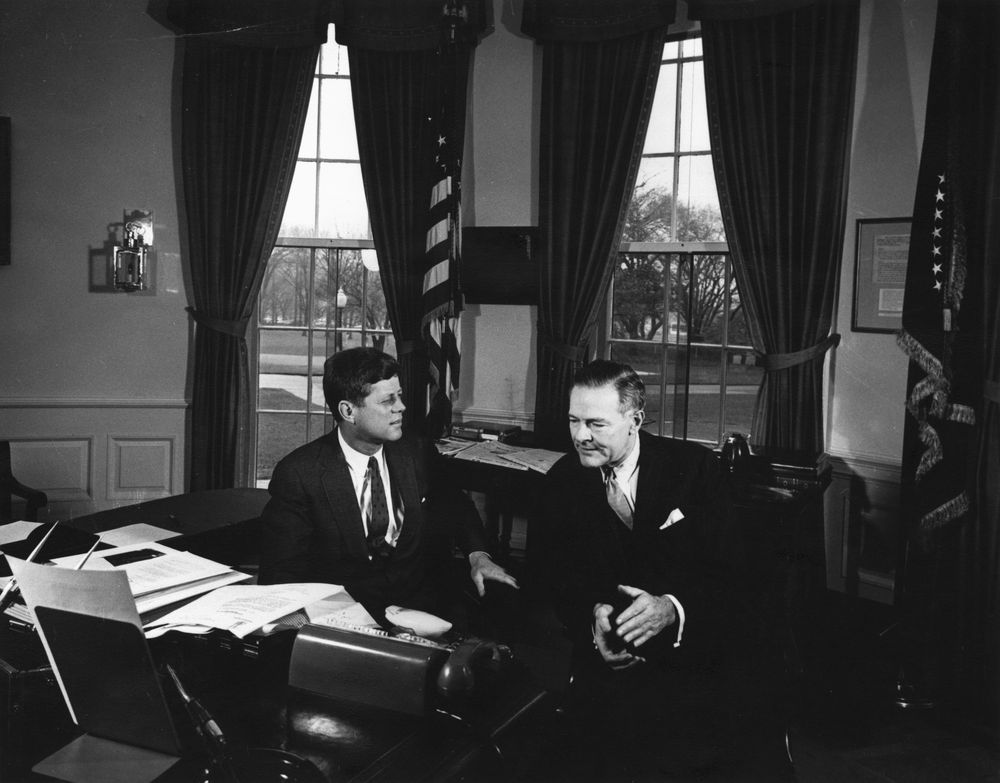
243號電報收件者：亨利·洛奇（右）與美國總統甘迺迪在1961年會面時的照片

243号电报（英語：Cable 243），是1963年8月24日時美国国务院发给美国驻越南共和国（南越）大使小亨利·卡波特·洛奇的一份态度鲜明的讯息，是引發1963年南越政變的關鍵因素。
电报的背景是8月21日午夜，信奉天主教的吴廷琰獨裁政权釀成了佛教徒危機，其中的查抄舍利寺事件中，数百名佛教徒据信已经被杀，造成佛教廣傳的南越，民情沸騰。这次查抄行动由吴廷琰的胞弟吴廷瑈所计划，因而猛然转变了美国政策。电报声称华府不再准备容忍吴廷瑈继续掌权，命令洛奇向吴廷琰施加压力，撤换吴廷瑈。如果吴廷琰拒绝，美国政府将為南越寻找一位新的领导人。这份电报授权洛奇，如果吴廷琰不愿撤换吴廷瑈，就同意南越軍將領们，发动政变，取代吴廷琰。
这份电报标志着美国與吴廷琰关系的转折点，也使得美國對事後由南越軍推翻吳廷琰政權的1963年政變不予阻止，最終導致吳廷琰被暗殺。历史学家约翰纽曼称其是“越南战争中最具争议性的一份电报”。

## 電文內容
電文首段內容如下：
|  | （目前已很清楚，無論戒嚴令是由軍部提出、或由吳廷瑈誘使其下此策，他已出動了忠於自己的警察和黎光松上校的特種部隊抄了佛寺，還在全世界和越南民眾的眼前把責任推給軍方。此時同樣清楚的一件事，就是吳廷瑈策劃用計將自己推上指揮大位。） （美國政府無法容忍這種讓吳廷瑈取得大權的局勢，必須給吳廷琰一個機會，讓他撤換吳廷瑈及其黨羽，並以軍界和政界可任用的最佳人選取代之。） （若你運用各種方法，而吳廷琰依然故我、拒絕撤換吳廷瑈的話，那我們將面對吳廷琰自身不保的可能性。） |

電報接著指示洛奇去通知吳廷琰，說美國無法接受佛寺查抄行動，並要求吳廷琰政府對佛教徒危機的善後採取更有力的措施，洛奇亦被要求告知南越軍高階軍官以下內容：
|  | （除非立即實施上述我方認為的、撤換吳廷瑈時所必須的措施，否則美國將不可能繼續給予越南政府軍事及經濟上的支援。希望能給吳廷琰適當機會來把吳廷瑈換掉，但若吳廷琰依然故我的話，那我方將準備明確承認美國不再支持琰政府。你亦可通知適當的軍方指揮官，說美方在中央政府垮台後的任何過渡時期，都將給予其直接支持。） |

電文還告訴洛奇大使關於證明南越軍在查抄事件中無罪的必要，並要求洛奇許可在美國之音廣播中公布吳廷瑈對舍利寺查抄事件所負的責任，接著又要求洛奇尋找可以代替吳廷琰領導的南越人士。

## 洛奇大使的回應

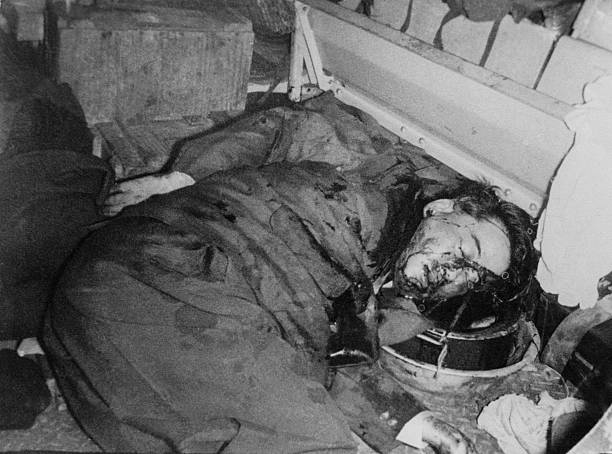
吴廷琰后来在政变中与吴廷瑈一同被杀，但南越局势其后反而更加混乱

洛奇在隔日接到電報後，贊同美國國務院持有強烈的立場，但建議美方應避免會面吳廷琰或要求他撤換吳廷瑈，而提倡美國只向南越將領表示立場，實質上鼓勵南越陸軍組織政變。洛奇的主張如下：
|  | （相信吳廷琰達到我方要求的可能性近乎零。與此同時會給吳廷瑈先發制人、或遏止軍方起事的機會。吳廷瑈掌控西貢一帶的戰鬥部隊，故我們相信這種險是不值得冒的。建議繞過吳廷琰，直接跟將領們闡明我方需要，我方會告知他們，我方已準備將吳廷瑈從吳廷琰身邊拔除，但實際上由他們決定是否要留下吳廷瑈。） |

### 引用
1. ↑  Jacobs, p. 161.
2. 1 2 3 4 5 6  . The Pentagon Papers: 201–276.   [2013-08-26]. （原始内容存档于2022-05-07）.

### 來源
- Jacobs, Seth. . Rowman & Littlefield Publishers. 2006. ISBN 0-7425-4447-8.
- Jones, Howard. . Oxford University Press. 2003. ISBN 0-19-505286-2.